# 自主神
自主神（英語：Libertas）是古罗马女性神祇，因为她在古罗马神话中体现着自由而在古罗马被广泛颂扬。约公元前3世纪前后即出现于布匿战争时期的艺术作品之中，并为后世艺术家所承袭。影响深远。美國紐約的地標自由女神，就是取材於此神。